# Хендрикс (город, Миннесота)
Хендрикс (англ. Hendricks) — город в округе Линкольн штата Миннесота (США). На площади 2,5 км² (2,5 км² — суша, водоёмов нет), согласно переписи 2010 года, проживают 713 человек. Плотность населения составляет 285,5 чел./км².

## Географическое положение

Город на карте округа Линкольн, и расположение округа в штате Миннесота

Город Хендрикс находится на юго-западе штата Миннесота на берегу озера Хендрикс. Площадь города — 2,5 км², он находится внутри территории тауншипа Хендрикс.

## История
Почтовое отделение под именем Хендрикс открылось в 1884 году, однако город тогда не был выделен из территории тауншипа. Город был назван в честь Томаса Хендрикса, 21-го вице-президента США. Первое в городе здание построили Бингем и Хинкель, открыв нём ресторан и отель. В 1900 году Юго-западная телефонная компания провела телефонную линию из Айванхо в Кенби через Хендрикс. 22 октября 1900 года Хендрикс был инкорпорирован. В городе на тот момент проживало 240 человек.

## Население
По данным переписи 2010 года население Хендрикс составляло 713 человек (из них 49,1 % мужчин и 50,9 % женщин), было 326 домашних хозяйства и 185 семей. Расовый состав: белые — 99,3 %, 0,1 % — афроамериканцы.
Из 326 домашних хозяйств 45,4 % представляли собой совместно проживающие супружеские пары (12,0 % с детьми младше 18 лет), в 8,3 % домохозяйств женщины проживали без мужей, в 3,1 % домохозяйств мужчины проживали без жён, 43,3 % не имели семьи. В среднем домашнее хозяйство вели 2,01 человека, а средний размер семьи — 2,64 человека.
Население города по возрастному диапазону распределилось следующим образом: 17,3 % — жители младше 18 лет, 1,8 % — между 18 и 21 годами, 42,8 % — от 21 до 65 лет, и 38,1 % — в возрасте 65 лет и старше. Средний возраст населения — 53,9 лет. На каждые 100 женщин приходилось 96,4 мужчины, при этом на 100 совершеннолетних женщин приходилось уже 89,7 мужчин сопоставимого возраста.
В 2014 году из 555 трудоспособных жителей старше 16 лет имели работу 310 человек. медианный доход на семью оценивался в 55 000 $, на домашнее хозяйство — в 41 711 $. Доход на душу населения — 25 011 $. 3,2 % от всего числа семей и 8,7 % от всей численности населения находилось на момент переписи за чертой бедности.
Динамика численности населения:
|  |